# NGC 3210
NGC 3210 est une paire d'étoiles située dans la constellation du Dragon. L'astronome germano-britannique William Herschel a enregistré la position de cette paire d'étoiles le 26 septembre 1802.